# C-HTML
C-HTML（cHTML或Compact HTML）是HTML的子集，用於i-mode手提電話。它支援一些標準HTML沒有的功能如快捷鍵、電話號碼連接和繪文字，這些概念都來自HDML／WML。它由ACCESS和主要的日本手提電話製造商在1998年開發，是WML和XHTML Basic的競爭者。C-HTML和標準HTML相容，可以用一般網頁瀏覽器檢視。
C-HTML沒有WML中的「card」標籤。
將來，XHTML Basic很可能取代C-HTML，因為日本的EZ無線資料服務和WAP操作器都支援XHTML。